# Saint-Martin-du-Lac
Saint-Martin-du-Lac es una comuna francesa situada en el departamento de Saona y Loira, en la región de Borgoña-Franco Condado.

## Demografía
| 246 | 255 | 220 | 213 | 218 | 238 | 249 |
| Para los censos de 1962 a 1999 la población legal corresponde a la población sin duplicidades (Fuente: INSEE [Consultar]) |     |     |     |     |     |     |